# 八井子乡
八井子乡，是中华人民共和国黑龙江省大庆市大同区下辖的一个乡镇级行政单位。

## 行政区划
八井子乡下辖以下地区：
八井子村、民强村、长安村、永合村、杏山堡村、庆阳山村、公民村、建立村和国富村。